# علی‌محمد بنی‌آدم
علی‌محمد بنی‌آدم معروف به کارگزار و سپس وزیرزاده و پس از آن، ملقب به شریف‌الدوله (۱۲۵۵ خ کاشان - ۲۱ دی ۱۳۲۵ خ تهران). دیپلمات و استاندار دوره‌های قاجار و پهلوی بود.
در سال ۱۲۹۳ هجری قمری در کاشان به دنیا آمد. پدرش میرزا محمدعلی تعجب کاشانی معروف به داماد بود. تحصیلات خود را در کاشان آغاز کرد و در مدرسه سیاسی تهران ادامه داد. سپس به خدمت وزارت امورخارجه درآمد و منشی و نایب کارگزار خراسان و سپس منشی محاکمات (امور حقوقی و کیفری اتباع بیگانه) وزارت خارجه شد. نخستین مأموریت خارجی او نایب ژنرال قنسول (سرکنسول) ایران در حاجی طرخان روسیه بود و پس از بازگشت معاون دیوان محاکمات وزارت امورخارجه شد. سپس با عنوان وکالت (نمایندگی) سیاسی به بلغارستان فرستاده و پس از آن به عنوان شارژدافر (کاردار) بالکان در بخارست (رومانی) مستقر شد. شغل بعدی‌اش پیش از بازگشت به تهران، کنسول ایران در باتومی روسیه (گرجستان کنونی) بود. مأموریت خارجی بعدی‌اش سرکنسولی ایران در بادکوبه (باکو) بود و سپس کارگزار گیلان شد.
وزیرزاده از گیلان به نمایندگی دوره دوم مجلس شورای ملی انتخاب شد اما پس از شش ماه نمایندگی در چهارم خرداد ۱۲۸۹ (شانزدهم جمادی الاولی ۱۳۲۸) استعفا کرد تا رئیس تحریرات انگلیس (رئیس اداره انگلیس) در وزارت خارجه شود. حسینقلی خان نواب وزیر امورخارجه او را معاون خود کرد و با درگذشت پدرزنش میرزا زین العابدین خان شریف الدوله غفاری، لقبش را برای او از نایب السلطنه گرفت.
پس از کنار رفتن نواب از وزارت خارجه، شریف‌الدوله در هفتم فروردین ۱۲۹۰ معاون وزارت داخله شد.  سپس به ترتیب کفیل (سرپرست) وزارت جنگ، کارگزار آذربایجان، معاون و کفیل وزارت داخله، معاون کارگزار آذربایجان، ژنرال قنسول (سرکنسول) ایران در قفقاز و نایب الایاله آذربایجان شد (والی اسمی آذربایجان، ولیعهد بود) تا اینکه در اسفند ۱۲۹۷ وثوق الدوله نخست‌وزیر او را به حکومت کردستان فرستاد که در آن زمان دچار آشوب بود. شریف الدوله توانست به کمک نیروهای سردار رشید اردلان عشایر شیخ اسماعیلی، مندمی و گلباغی را سرکوب کند. اما سپس با سردار رشید اختلاف پیدا کرد و او را دستگیر و روانه تهران ساخت. فشار حامیان سردار رشید در تهران سرانجام به عزل شریف‌الدوله در شهریور ۱۳۰۰ انجامید. شریف الدوله سال بعد حاکم بروجرد و لرستان و سپس حاکم لرستان و خوزستان شد.
شریف الدوله نام خانوادگی بنی‌آدم را برای خود برگزید و پس از روی کارآمدن رضا شاه پهلوی بار دیگر والی آذربایجان و در سال ۱۳۰۶ والی خراسان شد.
بنی‌آدم در ۲۱ دی ۱۳۲۵ در خانه همسرش اقلیمه غفاری در کوی سنگلج (پارک شهر کنونی) تهران درگذشت. از او یک پسر به نام احمدعلی بنی آدم باقی ماند که در دوره پهلوی استاندار مازندران و کرمان شد و سه دختر که به ترتیب همسر علی‌پاشا صالح (نویسنده و مترجم) تیمسار غلامعلی اویسی و امیرحشمت الدین غفاری شدند.